# Manastir Horezu
Manastir Horezu osnovao je vlaški knez Constantin Brâncoveanu u mjestu Horezu, u vlaškom dijelu Rumunjske  (Županija Vâlcea) 1690. godine. On se smatra remek-djelom tzv. "Brankovanskog stila" koji je poznat po arhitektonskoj čistoći i ravnoteži, bogatstvu plastičnih ukrasa, tretmanu vjerskih kompozicija, votivnim portretima i oslikanim dekoracijama. 
Škola zidnog i ikono-slikarstva koja je osnovana u manastiru Horezu u 18. stoljeću je postala slavna na cijelom Balkanu. Manastir je teško stradao u Austrijsko-Turskom (1716. – 18.) i Rusko-Turskom ratu (1787. – 89) kada su sve građevine izvan manastirskih zidina uništene.

## Odlike
Manastir je simetrično organiziran u pravcu istok-zapad oko glavne crkve koja je okružena utvrdbenim zgradama (skit) s unutrašnjim galerijama koji tvore oblik križa. Katholikon (glavna crkva) manastira, posvećena sv. Konstantinu i Heleni, je izgrađen od 1690. – 92. godine, a njegova unutrašnjost je oslikana dvije godine kasnije radovima grčkog umjetnika Constantinosa koji je tu osnovao slikarsku školu. Crkva je trobrodna s velikim narteksom i slijedi tlocrt crkve manastira Arges (1512. – 17.). 
Crkva ima sačuvane izvorne zidne slike. U narteksu donji dijelovi zidova su potpuno oslikani votivnim slikama Constantina Brâncoveanua, njegove žene i njihovih 11 djece. Istočni zid egzonarteksa prekriva slika "Posljednjeg suda". Drveni reljefni ikonostas je također od velike vrijednosti. Bočna kapela (parecclesion) iznad refektorija ima kvadratičan plan iznad kojeg se nalazi tornjić iznad glavnog broda s otvorenim egzonarteksom (vanjski narteks).
Pored ovih građevina, iz istog doba su i Kneževa rezidencija koja se nalazi na južnoj strani skita, te dvokatna stambena zgrada s ćelijama za monahe, kuhinjom i drugim manastirskim prostorijama. Ulaz u stambenu zgradu je izvorno bio i središnji zapadni ulaz u manastirski kompleks gdje se nalazi i paraklezij (bočna kapela), ali je ubrzo pretvoren u refektorij, a ulaz se premjestio ispod tornja na južnom zidu.
Crkva Bolnica, koju je osnovala Constantinova supruga Marija, ima neobične zidne slike u svom egzonarteksu koje prikazuju svakodnevni život "dobrog monaha".
Crkvu sv. Anđela u Horuzu su početkom 18. stoljeća osnovali stanovnici mjesta na lokaciji bivšeg Tigania skita uništenog u ratu.
- Ulaz u manastir iznutra
- Slike u egzonarteksu (trijem)
- Posljednji sud u egzonarteksu
- Kupola s prikazom Krista Pantokratora
- Oslikana vanjska kapela

## Poveznice
- Horezu keramika

## Vanjske poveznice
- Manstir Horezu na Romanian-monasteries.go.ro  Arhivirana inačica izvorne stranice od 20. svibnja 2007. (Wayback Machine) Posjećeno 20. siječnja 2011.